# Woodside (Queens)
Pour l’article homonyme, voir Woodside.
Woodside est un quartier résidentiel et commercial de classe ouvrière et moyenne situé dans la partie ouest de l'arrondissement du Queens à New York.

## Démographie
Composition ethno-raciale en 2010, :
- Blancs non hispaniques (22,5 %)
- Hispaniques et Latinos (33,5 %)
- Asiatiques (39,9 %)
- Noirs (1,3 %)
- Métis (2,2 %)
- Autres (0,7 %)